# Street Without Joy

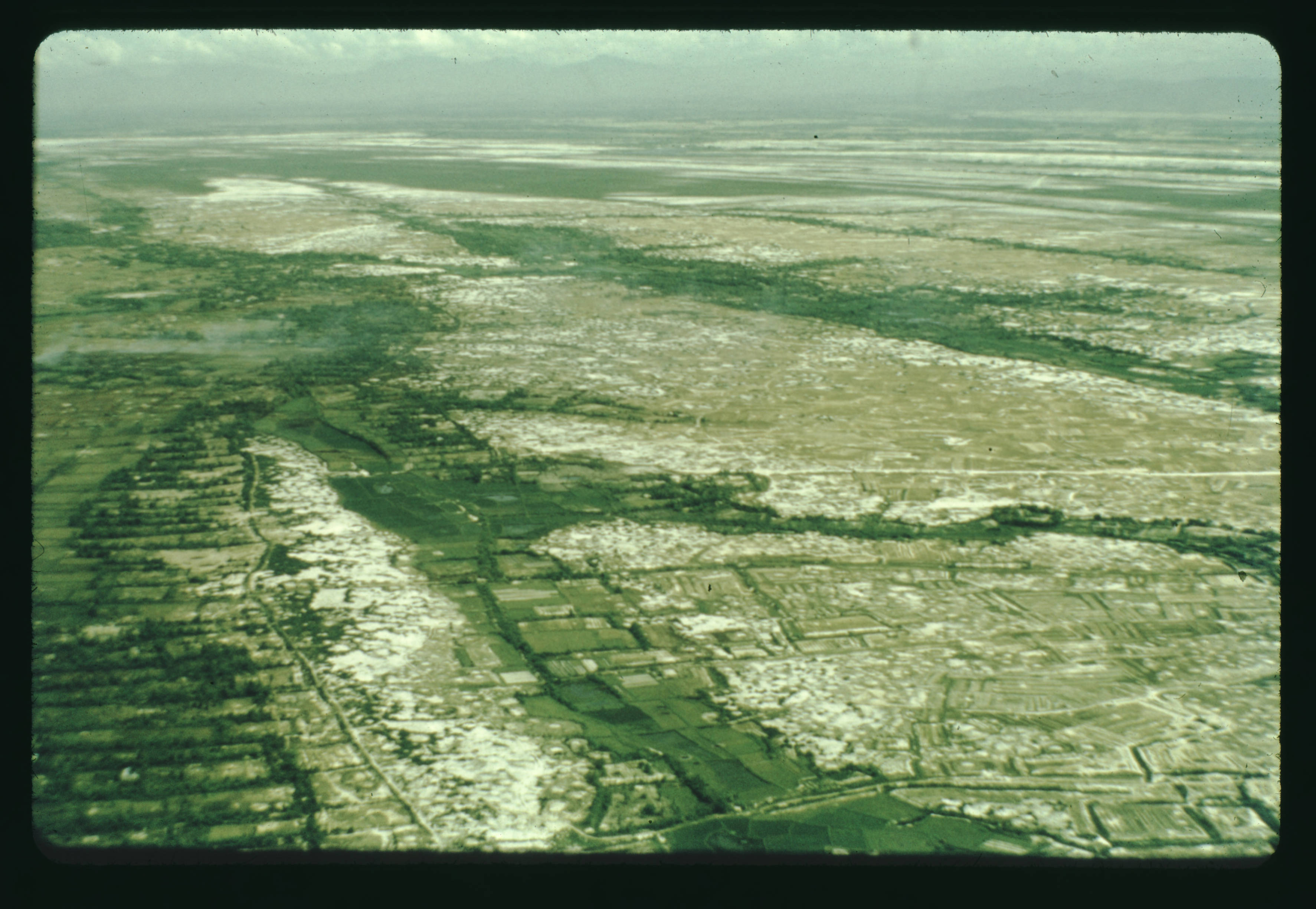
Con đường đau khổ ngày 15 tháng 7 năm 1968

Street Without Joy hoặc La Rue Sans Joie (tạm dịch: Con đường đau khổ) là tên gọi do quân đội viễn chinh Pháp vùng Viễn Đông đặt cho đoạn đường Quốc lộ 1 từ Huế đến Quảng Trị trong cuộc chiến tranh Đông Dương lần thứ nhất.

## Tình hình
Việt Minh đã củng cố một chuỗi làng mạc dọc theo cồn cát và đầm lầy muối giữa Quốc lộ 1 và Biển Đông và sử dụng các căn cứ này để mở nhiều đợt phục kích vào hàng đoàn xe đi qua Quốc lộ 1 và trên tuyến đường sắt Hà Nội–Sài Gòn liền kề, cùng nhau tạo thành các tuyến giao thông chính giữa miền Bắc và miền Nam Việt Nam.
Quân đội thực dân Pháp đã tiến hành một cuộc tấn công lớn vào con đường này trong chiến dịch Camargue vào tháng 7–tháng 8 năm 1953.

## Quyển sách
Khu vực này được độc giả nói tiếng Anh biết đến qua cuốn sách Street Without Joy của Bernard B. Fall, xuất bản lần đầu năm 1961. Ông mô tả địa hình mà quân Pháp gặp phải trong chiến dịch Camargue như sau:
Từ bờ biển nhìn vào nội địa, vùng hành quân này tự chia thành bảy dải đất tự nhiên riêng biệt. Đầu tiên là bản thân đường bờ biển, khá thẳng, được bao phủ bởi cát cứng và không gặp khó khăn gì đặc biệt. Tuy nhiên, cách đó 100 mét trần trụi bắt đầu các đụn cát, có độ cao khác nhau từ 15 đến 60 feet, rất khó leo lên và kết thúc ở phía đất liền trong các rãnh hoặc vách đá thực sự. Một vài làng chài nằm bấp bênh trong vùng cồn cát, ở một số nơi có độ sâu hơn hai km. Sau đó, đến một khu vực sâu khoảng 800 mét được bao phủ hoàn toàn bởi những ngôi chùa nhỏ hoặc lăng mộ và đền thờ cung cấp sự bảo vệ tuyệt vời cho bất kỳ quân phòng thủ nào. Tiếp theo khu vực này là chính "Con đường đau khổ", được vây quanh qua một hệ thống khá kỳ lạ gồm các ngôi làng lồng vào nhau, cách nhau thường dưới 200 đến 300 thước Anh. Mỗi ngôi làng tạo thành một mê cung nhỏ thực sự có kích thước chỉ hơn 200 feet x 300 feet và quanh đó gồm bụi rậm, hàng rào hoặc cây tre, và những hàng rào nhỏ khiến việc giám sát trên mặt đất cũng như trên không hầu như không thể. [Việt Minh] đã dành hơn hai năm để củng cố những ngôi làng này bằng cả một hệ thống hầm hào chằng chịt, kho vũ khí dưới lòng đất, và các trạm sơ cứu... Dài gần 20 dặm và rộng hơn 300 thước, khu vực làng này tạo thành vùng kháng chiến cốt lõi của Cộng quân dọc theo bờ biển miền Trung Việt Nam.

## Vùng lân cận

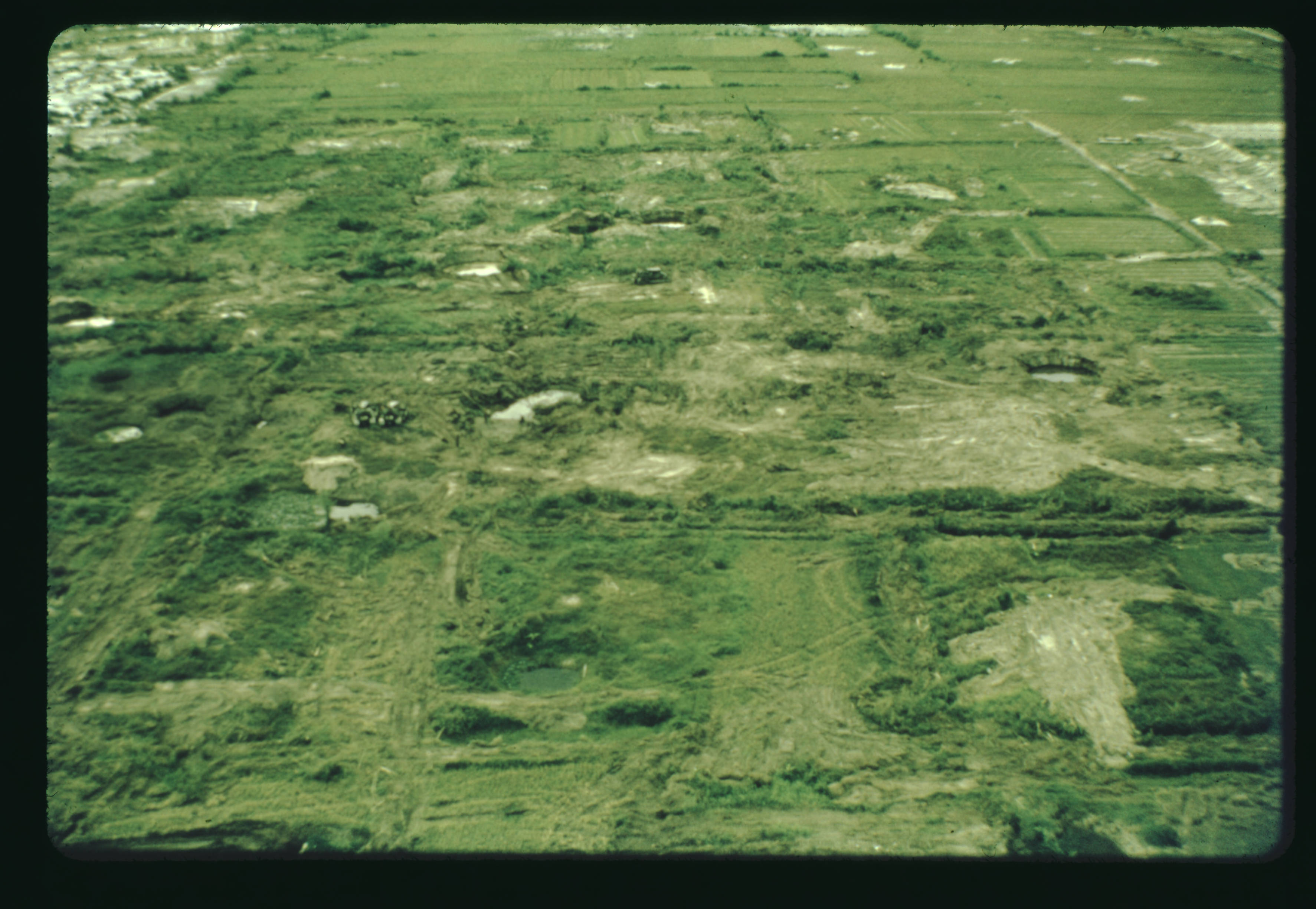
Sư đoàn 1 Kỵ binh bay được Tiểu đoàn 14 Công binh yểm trợ đang tiến hành chiến dịch Open Housing nhằm loại bỏ các nơi ẩn náu của Việt Cộng, ngày 15 tháng 7 năm 1968.

Về phía đất liền, đằng trước "Con đường đau khổ" là một dãy làng khác ít được xác định rõ hơn, trung tâm là làng Vân Trình. Lần lượt được khu vực rộng lớn gồm đầm lầy, hố cát và bãi cát lún bảo vệ kéo dài đến tận Quốc lộ 1. Với chiều rộng trung bình khoảng 8 km, nó tạo thành một rào cản gần như không thể vượt qua đối với xe tăng và các phương tiện cơ giới khác của quân đội Pháp, ngoại trừ một vài con đường băng qua đây, tất nhiên là đều bị gài mìn và phá hoại nặng nề".:145-7
Trong chiến tranh Việt Nam, "Con đường đau khổ" này một lần nữa lại trở thành cứ điểm và căn cứ của Việt Cộng.

## Chết chóc
Tháng 2 năm 1967, Trung đoàn 9 Thủy quân lục chiến đang tiến hành Chiến dịch Chinook II trên "Con đường đau khổ". Bernard Fall đang quan sát chiến dịch này thì bị một quả mìn nổ giết chết.
Trong trận Quảng Trị lần thứ nhất trong Chiến dịch Xuân – Hè năm 1972, binh lính Quân đội Nhân dân Việt Nam đã bắn bừa bãi vào đoàn người tị nạn và quân đội Việt Nam Cộng hòa đang chạy về phía nam từ Quảng Trị, giết chết khoảng 2.000 thường dân trong trận Pháo kích Quốc lộ 1.